# Койлуу
Койлуу (кирг. Койлуу) — село в Ак-Суйском районе Иссык-Кульской области Кыргызстана. Входит в состав Энильчекского аильного округа.

## География
Село расположено в восточной части области, на правом берегу реки Куйлю, на расстоянии приблизительно 56 километров (по прямой) к юго-востоку от села Аксуу (Теплоключенка), административного центра района. Абсолютная высота — 2675 метров над уровнем моря.

## Население
Согласно оценочным данным Национального статистического комитета Кыргызской Республики, численность населения села на начало 2023 года составляла 6 человек.
| год     | 2014 | 2015 | 2023 |
| ------- | ---- | ---- | ---- |
| человек | 25   | 23   | 6    |